# 浙江中医药大学
浙江中医药大学位于中國浙江杭州滨江区滨文路，前身是创办于1953年的浙江省中医进修学校。1959年成立浙江中医学院，2006年更名为浙江中医药大学。是一所以中医中药为主、多学科协调发展的省属普通高等院校。

## 概况

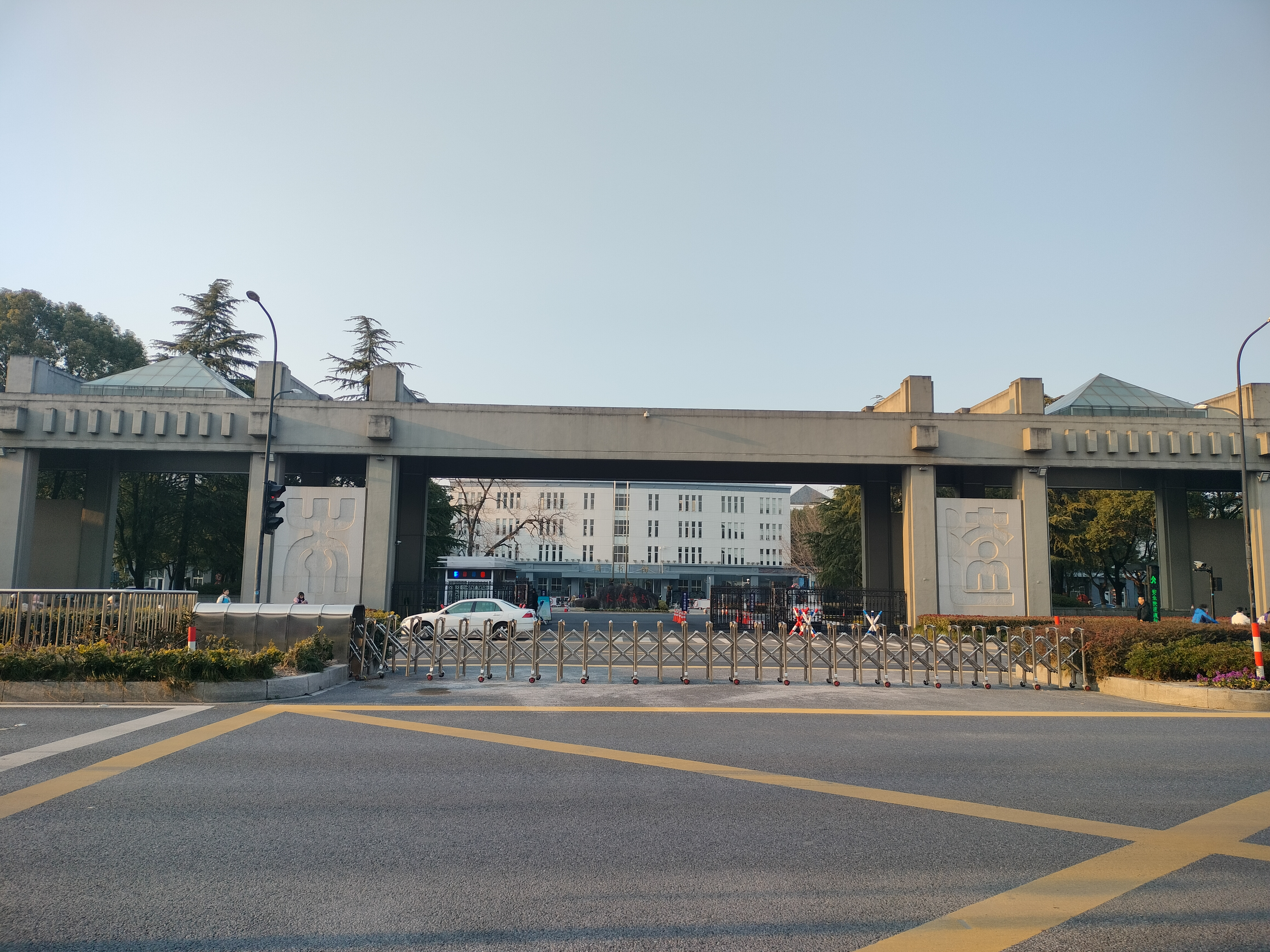
南大门

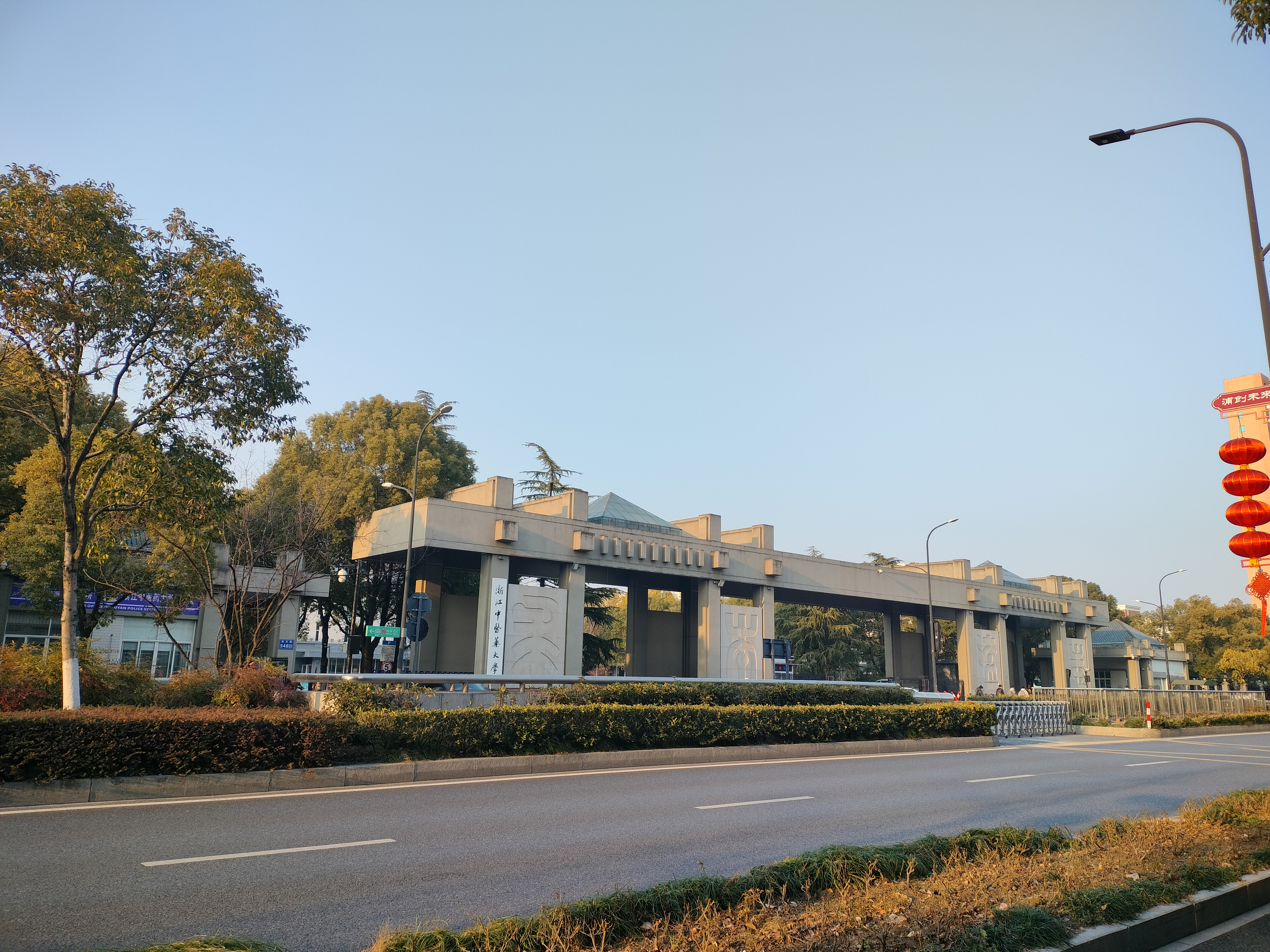
南大门

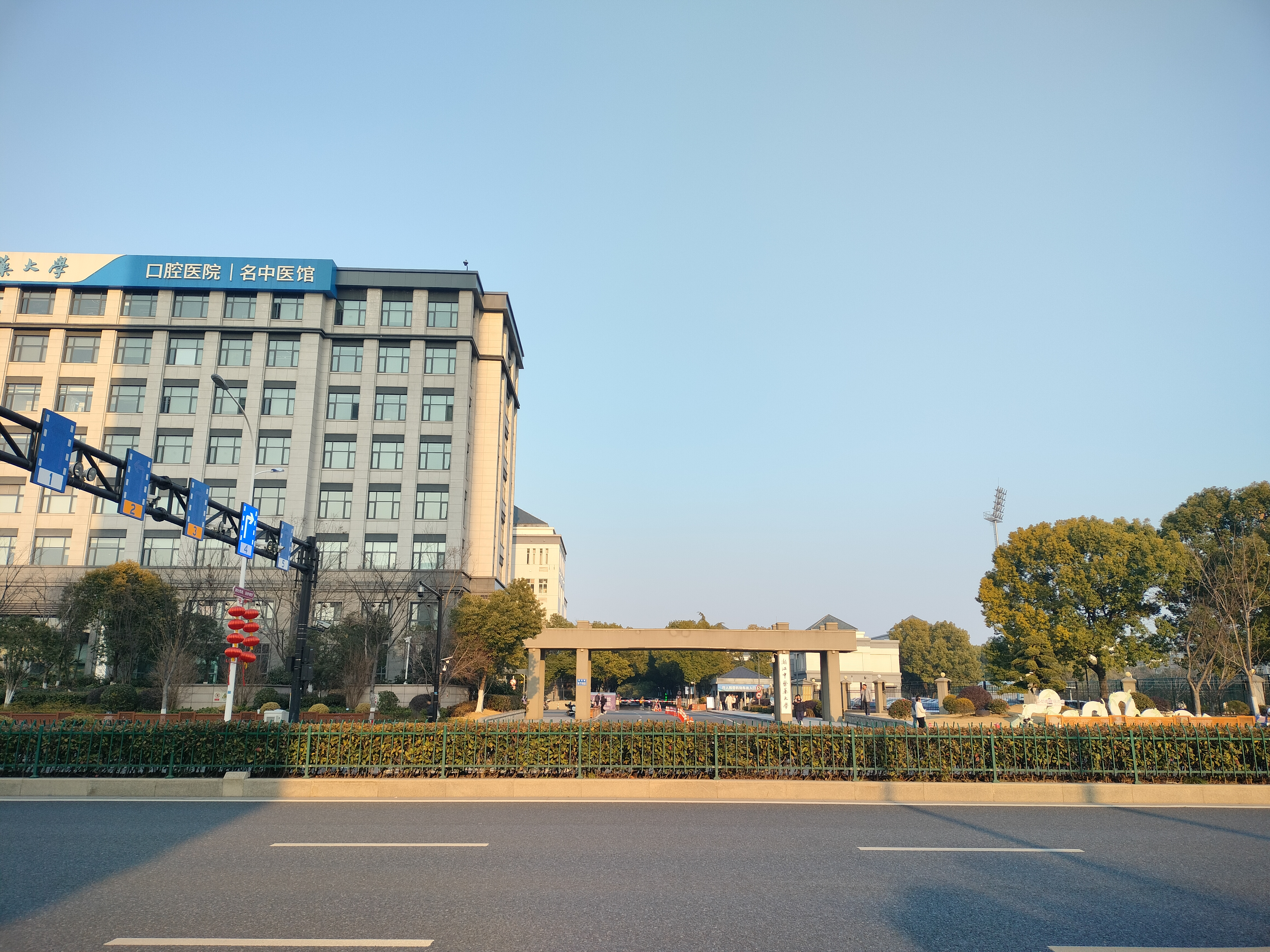
西门

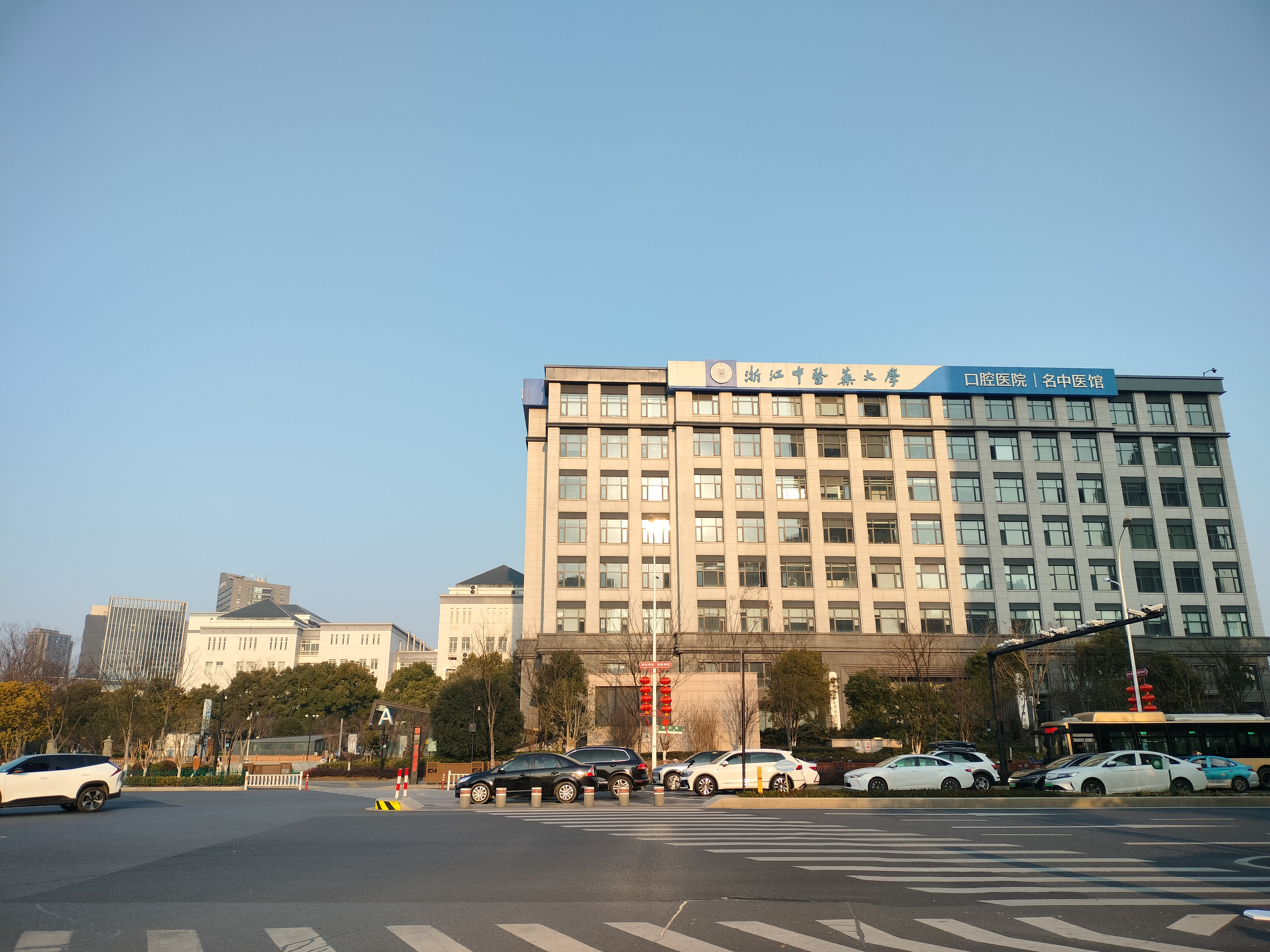
口腔医院、名中医馆

学校现有15个学院，有12个研究机构，拥有3家直属附属医院、12家非直属附属医院。有21个本科专业，分属医、理、工、管、文5个学科，其中有5个国家级一类特色专业、8个浙江省重点专业；设有2个博士后科研流动站、5个博士点、23个硕士点。
现有教职工及医护人员3600人；在校生12628人，其中本科生9301人、硕士生1188人、博士生127人、成教生1718人、港澳台生及留学生294人。

## 历史沿革
- 1953年6月，其前身浙江省中医进修学校创办成立
- 1955年10月，学校独立办学
- 1956年初，学校迁至杭州市四宜亭
- 1959年6月，浙江中医学院正式成立，校址遷至杭州市区庆春路原浙江大学旧址。
- 1960年、1970年，学校两度被并入浙江医科大学
- 1974年9月，恢复浙江中医学院
- 2000年3月，学校整体迁至滨江区滨文路现址。
- 2006年2月，通过评估考核更名为浙江中医药大学。
- 2015年9月，滨江学院迁建工程（富春校区）竣工并投入使用
- 2017年8月，被选為第二批浙江省重点建设高校
- 2017年9月，成为浙江省人民政府、国家中医药管理局、教育部共建高校

## 附属医院
- 附属第一医院（浙江省中医院、浙江省东方医院）
- 附属第二医院（浙江省立同德医院）
- 附属第三医院（浙江省中山医院）
- 杭州市中医院
- 杭州市红十字会医院

## 学生猝死事件
2019年1月10日，一名大二男生早上在宿舍内生命体征有异样，经抢救后宣布猝死。